# Hypsiboas albomarginatus
La rana de flancos blancos (Hypsiboas albomarginatus) es una especie de anfibios de la familia Hylidae. Es endémica de Brasil. Ahora considerada Boana albomarginata.
Sus hábitats naturales incluyen bosques tropicales o subtropicales secos y a baja altitud, ríos, marismas de agua dulce, corrientes intermitentes de agua, jardines rurales y zonas previamente boscosas ahora muy degradadas.